# Стопански подем
„Стопански подем“ е независим земеделско-стопански ежемесечен вестник, който излиза в Орхание в периода 1 март – декември 1934 г.
Главен редактор е Г. Попов, отпечатва се в печатниците „Графика“ в София и на Карл Попоушек в Орхание. Първият му брой е посветен на пчеларството. Вестникът се издава за общ стопански подем в Орханийска околия и иска да бъде спойка между творците на земеделските блага без разлика на убежденията.